# Vincent Pajot
Vincent Pajot (sinh ngày 19 tháng 8 năm 1990) là cầu thủ bóng đá chuyên nghiệp Pháp, người hiện đang thi đấu ở vị trí tiền vệ phòng ngự cho câu lạc bộ Annecy tại Ligue 2. Pajot đã từng thi đấu cho các đội trẻ của Pháp, như U-20 Pháp và U-21 Pháp.

## Sự nghiệp thi đấu
Từng chơi cho đội trẻ của Stade Rennes, Pajot ra sân 83 trận cho đội bóng, ghi được 1 bàn thắng. Sau đó, anh ta gia nhập Boulogne theo dạng cho mượn, ở đó, Pajot có lần ra sân chuyên nghiệp đầu tiên là trong trận đấu thuộc khuôn khổ Cúp Liên đoàn bóng đá Pháp gặp Nantes.
Sau khi tìm chỗ đứng tại Rennes B trong vòng 2 năm, ngày 2 tháng 6 năm 2015, Pajot gia nhập Saint-Étienne theo dạng chuyển nhượng tự do trong 4 năm.
Vào ngày 6 tháng 7 năm 2022, Pajot chuyển tới Annecy.